# Маркт-Нойходис
Маркт-Нойходис (нем. Markt Neuhodis) — ярмарка (нем. Marktgemeinde) в Австрии, в федеральной земле Бургенланд.
Входит в состав округа Оберварт. Население составляет 702 человека (на 31 декабря 2005 года). Занимает площадь 20 км². Официальный код — 10913.

## Политическая ситуация
Бургомистр коммуны — Йохан Вальнер (СДПА) по результатам выборов 2007 года.
Совет представителей коммуны (нем. Gemeinderat) состоит из 15 мест.
- СДПА занимает 8 мест.
- АНП занимает 7 мест.